# Бузитка
Бузитка (словац. Buzitka) — село, громада округу Лученець, Банськобистрицький край, центральна Словаччина, регіон Новоград. Кадастрова площа громади — 13,81 км².
Населення 502 особи (станом на 31 грудня 2017 року).

## Історія
Бузитка згадується в 1350 році.

## Населення
| Рік:            | 1994. | 2004.   | 2014.   | 2024.   |
| --------------- | ----- | ------- | ------- | ------- |
| Кількість осіб: | 542   | 508     | 503     | 453     |
| Різниця:        |       | -6,27 % | -0,98 % | -9,94 % |

| Рік:            | 2023. | 2024.   |
| --------------- | ----- | ------- |
| Кількість осіб: | 454   | 453     |
| Різниця:        |       | -0,22 % |